# 戈兰·潘德夫
戈兰·潘德夫（Goran Pandev，[ˈɡɔran ˈpandɛf]ⓘ，1983年7月27日—），是一名已退役的北馬其頓足球运动员，司职前锋、翼鋒，也可擔任進攻中場，前北馬其頓國家足球隊隊長。

## 球員生涯

### 早年
潘德夫的足球生涯是在贝拉西卡開始，他在馬其頓甲組足球聯賽只渡過了一個賽季便加盟意甲劲旅国际米兰签下，當時他只有18歲。
國際米蘭把年輕的潘德夫外借至斯皮贾。次年，他被外借至升班馬安科纳。在這賽季，潘德夫在聯賽上陣了20場取得1個進球，獲得了寶貴的經驗。

### 拉素
2004年，潘德夫成為国际米兰引进史坦高域的交易筹码之一，潘德夫的一半所有權轉給拉齐奥。潘德夫在拉素的第一個賽季共在聯賽上陣了29場，攻入3球。2006年，拉素以400萬歐元把他的所有權全數買下。
2007-08年度，潘德夫在歐洲聯賽冠軍盃對皇家馬德里的賽事，他取得兩個入球，他出色的表現開始吸引了一些大球會的注意。在2009年1月11日拉素對雷吉納的比賽中，潘德夫上演了自己在意甲聯賽的第一個帽子戲法。2009年3月24日，潘德夫獲得马其顿共和国总统授予獎章，表揚他的體育成就和貢獻。
與拉素的合約糾紛
彭迪夫在2009年夏天宣佈想離開拉素之後，他被球會主席洛迪圖貼上「叛徒」的標籤，還被球會「軟禁」無法參加操練和比賽超過4個月。儘管如國際米蘭、拜仁慕尼黑和祖雲達斯等大球會表示過關注，但1900萬歐元的標價讓這些球會望而卻步。
9月26日，彭迪夫官方宣佈將採用法律手段將拉素告上體育仲裁法庭，以解決自己被球會雪藏、無上陣機會的狀況。
12月24日，彭迪夫正式與拉素解除合约。意甲聯賽委員會裁定彭迪夫勝訴，拉素更要向彭迪夫賠償16萬歐元的損失。拉素球會主席洛迪圖表示會提出上訴。

### 國際米蘭
2010年1月4日，国际米兰官方宣布，潘德夫正式加盟国际米兰，签约至2014年。潘德夫將穿上27號球衣。 1月6日，他在對基爾禾的比賽正選上陣，完成在国米的首次亮相。2010年1月25日，加盟不久的彭迪夫以正選身份首次參與米蘭打吡戰，他在比賽中交出一個助攻及入球，協助球隊以2-0擊敗AC米蘭。

### 那不勒斯
2011年8月26日，那不勒斯官方宣布潘德夫将以租借形式加盟球队，租借费为150万欧元。
2022年9月22日，潘德夫宣布退役。

## 國家隊
潘德夫至今已經為馬其頓國家足球隊上陣超過110次，入球超過30球，成為馬其頓的首席射手，超越了赫里斯托夫。
2019年3月21日，潘德夫在2020年歐洲國家盃外圍賽以3-1戰勝拉脫維亞的比賽為國家隊上陣第100次。
一年後，他拍賣了他在那場比賽中穿的球衣，以抗擊2019冠狀病毒病北馬其頓疫情。北馬其頓最終歷史性進入歐洲國家盃決賽圈。
2021年6月13日，在2020年歐洲國家盃分組賽1-3輸給奧地利的比賽中，潘德夫射入北馬其頓的歐洲國家盃歷史首球。6月21日，潘德夫在约翰·克鲁伊夫竞技场舉行的2020年歐洲國家盃北馬其頓對陣荷蘭的第三場小組賽中於國家隊退役。兩支球隊的球員和支持者都對他起立鼓掌。

## 榮譽

### 俱樂部
拉素
- 意大利盃冠軍 : 2008-09

国际米兰
- 意甲冠军：2009-10
- 意大利盃冠军：2009-10、2010-11
- 意大利超级盃冠军：2010-11
- 欧洲冠军联赛冠军：2009-10
- 世俱盃冠军：2010-11

### 個人
- 馬其頓年度足球先生：2004、2006、2007、2008、2010年
- 意大利盃最佳射手：2008-09、2016-17

## 外部連結
- GoranPandev.com
- Football Database （页面存档备份，存于）
- 國際米蘭官方 彭迪夫檔案 （页面存档备份，存于）